# Thomas Traversa
Thomas Traversa es un windsurfista francés nacido en 1985 en Aubagne (Bocas del Ródano). Thomas es conocido por sus actuaciones en waveriding, es decir en surfear y saltar las olas. En 2014, se convirtió en campeón mundial del PWA World Tour en la disciplina de olas.

## Carrera deportiva
Después de finalizar el bachillerato, Thomas Traversa comenzó sus estudios superiores en el ámbito deportivo, con el objetivo de convertirse en profesor de deportes. Antes de finalizar sus estudios, decidió dedicarse al funboard.
En 2013 fue invitado a participar en el Red Bull Storm Chase, junto con otros nueve waveriders. Este evento implica competir en condiciones de tormenta extrema (fuerza 10 o más) y olas de más de 10 metros. Ganó esta competición al ganar las tres pruebas planificadas, la última tuvo lugar en febrero de 2014.
El año 2014 será el año de la consagración, ya que consiguió el título de campeón mundial de la PWA.  Es el segundo francés que consigue este título, después de Patrice Belbeoc'h 18 años antes que él.
En 2015, se unió al equipo francés de Funboard, tras la decisión de la Federación Francesa de Vela de integrar la disciplina " ola » en este equipo.
Thomas Traversa tiene una complexión más pequeña (1m78, 62kg) que la mayoría de los atletas del circuito profesional  .

## Premios
- Disciplina del PWA World Tour " olas "
  - 2018 : 1° en el evento de Sylt (Alemania)
  - 2017 : 3° en la prueba de Gran Canaria (Islas Canarias)
  - 2016 : 2° en el evento de Sylt (Alemania)
  - 2015 : 4° mundial
  - 2014 : campeón mundial de la PWA
  - 2013 : 4°
  - 2012 : 1° en la prueba de Klitmøller (Dinamaca)
- 1° en el Red Bull Storm Chase (2013-2014 )
- Campeón de Francia de Olas FFV 2016